# キャラぱふぇ
『キャラぱふぇ』は、KADOKAWAが発行する日本の隔月刊幼児・女児向け漫画・ゲーム雑誌。偶数月1日発売。かつてはアスキー・メディアワークスが発行していた。

## 概要
2006年12月15日に『デンゲキニンテンドーDS』の増刊として発刊。当初は季刊誌で、2008年3月発行のvol.6から2008年9月発行のvol.9までは隔月刊で奇数月の下旬に発行され、同年12月1日発売のvol.10で独立創刊すると共に偶数月1日発売となり、現在に至る。2011年12月現在の発行部数は公称18万部。
ニンテンドー3DS・Wii U用ソフトやカード式アーケードゲームのうち、幼児や小学生の女の子に人気が高いゲーム・キャラクターに関する記事・漫画に関する記事を中心に掲載。ゲーム雑誌で低年齢女児を対象にしたものは珍しく、独自路線を歩んでいる。
女児向け雑誌としては珍しく『きらりん☆レボリューション』『極上!!めちゃモテ委員長』等の小学館が版権を持つ作品も『しゅごキャラ!』『プリキュアシリーズ』等の講談社の雑誌掲載作や版権を持つ作品も、ゲーム関連の記事のみながら掲載されているのが特徴。その他、注目のキャラクターグッズ、プライズグッズなどの情報も掲載されている。メインの読者層は幼児から小学生までの女児とされているが、読者コーナーへの投稿ではまれに中・高校生ぐらいの読者の存在も確認され、競合する雑誌の1つである小学館の『ぷっちぐみ』より読者の平均年齢はやや高くなっている。

## 漫画

### ゲーム原作
- 星のカービィ ウルトラスーパーデラックス（漫画：宮須弥）
- みんな森の物語P（漫画：大賀一五）
- クッキングママ3（漫画：峰沢暁子）
- なずなのまほう学校へようこそ!!（漫画：島津蓮）
- ねこねこベーカリー（漫画：富永ゆかり）（※元はオリジナルキャラ）
- モデル☆おしゃれオーディション ななみ☆みらくるチェンジ（漫画：櫻野ひとみ）
- わがままファッション ガールズモード〜カリスマ店長メイ〜（漫画：桃雪琴梨）
- ポケモンといっしょ!（漫画：にしだあつこ）
- ぷよぷよ7（漫画：こめ苺）
- ぷよぷよ!! Puyopuyo 20th anniversary（漫画：こめ苺）
- ぷよぷよテトリス（漫画：こめ苺）
- プリンセスバレリーナ

### その他の漫画作品
既存キャラクター・本誌オリジナルキャラクターを使用した作品。
- ワタシとまめゴマ日記（漫画：ヨネムラマユミ）
- うさるさん。
- カピバラさん
- ベリーパピィ（いしもとゆうこ）
- ぷくぷくあわわちゃん（すずめさえ）
- あくにゃん（マーブルCHIKO）
- ふわふわ☆スイーツぱふぇ（漫画：澤上美和）
- お茶犬ほっとタイム〜みんなHAPPY♪〜（漫画：村上ゆみ子）
- かものはしかも。あいまい生活のすすめ（あべちあき）
- 一期一会（漫画：蜜☆）
- マイクロペット-ｉ（漫画：ささむらもえる）
- ハッピー★アニマル牧場（こはらあいか）
- ぴたんこねこ（漫画：マツダコアヤ）

## お便りコーナーについて
本誌には、創刊号から「Cefeイラストぱふぇ」というコーナーが存在しており、読者から寄せられたイラストを中心に掲載をしている。なお、イラストについては、公式サイト・公式携帯サイトでも掲載がされている。現在のところ、3つのコーナーが設けられている。
イラストコーナー
読者から寄せられた様々なイラストを数多く掲載している。割合的にはこのコーナーが全体の8割以上を占めている。また、毎号「ベスト・オブ・キャラぱふぇ」という賞がもうけられており、この賞を受賞した読者のイラストは、他のイラストよりも大きく掲載される。ただし商品等が貰えるわけではない。
みんなの好きなキャラランキング
毎号、読者の好きなキャラクターを調査し、第1位から20位までのランキング結果が掲載されている。調査方法は、本誌にとじこまれているイラストコーナー応募用のハガキに記載されているところか、官製ハガキに書くかの2通りがある。1人につき2つ記入ができる。
キラキラ☆ファッションショー
本誌のオリジナル漫画である「ふわふわ☆スイーツぱふぇ」に登場するキャラクターに、自分が考えたオリジナルの衣装をデザインするというコーナーである。「キラキラ賞」を受賞した読者のデザインは、実際にイラスト化がされる。

## 派生誌
『別冊キャラぱふぇコミック』
本誌の人気漫画やオリジナル漫画のみを集めた漫画雑誌であり、2010年4月27日にVol.1が発行された。続刊はほぼ年3回刊ペースで同年9月1日にVol.2、12月27日にVol.3、2011年4月26日にVol.4と刊行され、Vol.4より隔月誌となり、2011年7月1日発売のVol.5より奇数月1日刊となった。Vol.1から一貫して『キャラぱふぇ』の増刊扱いであり、発行部数は2011年12月現在で公称7万部である。
『キャラぱふぇプチ』
2011年11月10日に『デンゲキニンテンドーDS』増刊扱いでVol.1が発刊。未就学児を対象として（表紙に「3・4・5・6歳対象」と記載）、ゲームだけでなく本誌では扱っていない玩具などの情報に特化した姉妹誌。別冊付録に保護者を対象とする「+Happy!」が添付されている。